# Liste der Stolpersteine in Weißwasser
Die Liste der Stolpersteine in Weißwasser enthält alle Stolpersteine, die im Rahmen des gleichnamigen Kunst-Projekts von Gunter Demnig in Weißwasser verlegt wurden. Mit ihnen soll Opfern des Nationalsozialismus gedacht werden, die in Weißwasser lebten und wirkten. Im Jahr 2021 wurden erstmals zwei Steine an einer Adresse verlegt.

## Verlegungen
- 25. August 2021: zwei Steine an einer Adresse
- 25. September 2022: fünf Steine an einer Adresse

## Liste der Stolpersteine
| Bild | Bild des Hauses                                                                                                   | Adresse                                               | Datum der Verlegung | Inschrift | Person(en) |
| --- | --- | ----------------------------------------------------- | ------------------- | --- | --- |
| Bild gesucht Die Wikipedia wünscht sich an dieser Stelle ein Bild vom hier behandelten Ort. Falls du dabei helfen möchtest, erklärt die Anleitung , wie das geht. BW | | Kreuzung Dr. Altmann-Straße / Straße der Glasmacher ▼ | 25. Sep. 2022       | HIER WOHNTE / PRAKTIZIERTE DR. HERMANN ALTMANN JG. 1873 OPFER DES POGROMS 1938 VON SA MISSHANDELT FLUCHT IN DEN TOD 4. NOV. 1940     | Dr. Hermann Altmann |
| Bild gesucht Die Wikipedia wünscht sich an dieser Stelle ein Bild vom hier behandelten Ort. Falls du dabei helfen möchtest, erklärt die Anleitung , wie das geht. BW | | Kreuzung Dr. Altmann-Straße / Straße der Glasmacher ▼ | 25. Sep. 2022       | HIER WOHNTE MARTHA ALTMANN GEB. JÄCKEL JG. 1893 AUSGEGRENZT / DRANGSALIERT MIT HILFE ÜBERLEBT                                        | Martha Altmann |
| Bild gesucht Die Wikipedia wünscht sich an dieser Stelle ein Bild vom hier behandelten Ort. Falls du dabei helfen möchtest, erklärt die Anleitung , wie das geht. BW | | Kreuzung Dr. Altmann-Straße / Straße der Glasmacher ▼ | 25. Sep. 2022       | HIER WOHNTE RUTH ALTMANN VERH. WEINBERG JG. 1913 UMZUG / HEIRAT POLEN VERHAFTET 1940 GHETTO WARSCHAU FLUCHT VERSTECKT ÜBERLEBT       | Ruth Altmann |
| Bild gesucht Die Wikipedia wünscht sich an dieser Stelle ein Bild vom hier behandelten Ort. Falls du dabei helfen möchtest, erklärt die Anleitung , wie das geht. BW | | Kreuzung Dr. Altmann-Straße / Straße der Glasmacher ▼ | 25. Sep. 2022       | HIER WOHNTE HANNELORE ALTMANN VERH. BROODBANK JG. 1924 KINDERTRANSPORT 1939 ENGLAND                                                  | Hannelore Altmann |
| Bild gesucht Die Wikipedia wünscht sich an dieser Stelle ein Bild vom hier behandelten Ort. Falls du dabei helfen möchtest, erklärt die Anleitung , wie das geht. BW | | Kreuzung Dr. Altmann-Straße / Straße der Glasmacher ▼ | 25. Sep. 2022       | HIER WOHNTE ESTERA GRAUMANN JG. 1896 DEPORTIERT 1942 ERMORDET IM BESETZTEN POLEN                                                     | Estera Graumann |
| Bild gesucht Die Wikipedia wünscht sich an dieser Stelle ein Bild vom hier behandelten Ort. Falls du dabei helfen möchtest, erklärt die Anleitung , wie das geht. BW | | Muskauer Straße 76 ▼                                  | 25. Aug. 2021       | HIER WOHNTE / ARBEITETE MARGARETE PESE GEB. ROSENBERG JG. 1880 DEPORTIERT 1942 TRANSIT – GHETTO IZBICA 1942 BELZEC ERMORDET MAI 1942 | Margarethe Pese (geb. Rosenberg, am 5. Juni 1880 in Friedeberg/Brandenburg, deportiert 1942) Margarete Pese, die Witwe des 1932 verstorbenen Textilhändlers Max Pese, und ihre behinderte Tochter Gerda kamen 1942 ins Vernichtungslager Belzec, nachdem sie zuvor von 1933 bis 1938 bei einem arbeitslosen Heizer und seiner Familie Zuflucht fanden, bevor ein Nazi-Schlägertrupp sie dort fand und abholte. |
| Bild gesucht Die Wikipedia wünscht sich an dieser Stelle ein Bild vom hier behandelten Ort. Falls du dabei helfen möchtest, erklärt die Anleitung , wie das geht. BW | HIER WOHNTE / ARBEITETE GERDA PESE JG. 1908 DEPORTIERT 1942 TRANSIT – GHETTO IZBICA 1942 BELZEC ERMORDET MAI 1942 | Muskauer Straße 76 ▼                                  | 25. Aug. 2021       | Gerda Pese (geb. am 23. Oktober 1907 in Weißwasser/Rothenburg i. Oberlausitz/Schlesien, deportiert 1942)                             | |